# Shō Tai
Shō Tai (Shuri, 3 de agosto de 1843 - Tokio, 19 de agosto de 1901), fue el último Rey de Ryukyu antes de su anexión a Japón. Pertenecía a la 2ª Dinastía Shō.

## Biografía
Nació en Shuri en 1843, bajo el nombre real de Shang Tai. Pocos años después, sucedió en el trono a su padre, Shō Iku, en 1848. Durante su gobierno, se crearon las primeras escuelas públicas y fundó la primera línea telegráfica, que unía a Shuri con el resto de las Islas Ryūkyū. Durante su reinado se produjo la apertura del país a Occidente, en buena medida después de la visita del Almirante Perry en 1853. Tampoco pudo evitar las presiones japonesas, y en 1878 el reino fue ocupado por Japón. Al año siguiente, fue obligado a firmar su abdicación y a entregar el reino a Japón, que se lo anexionó y estableció en su lugar las Prefecturas de Kagoshima y Okinawa. Después de su abdicación, se mudó a Tokio donde fue investido Marqués en el sistema nobiliario Kazoku. Murió en la capital nipona en 1901, a la edad de 58 años.